# Saint-Aubin (Jersey)
Pour les articles homonymes, voir Saint-Aubin.

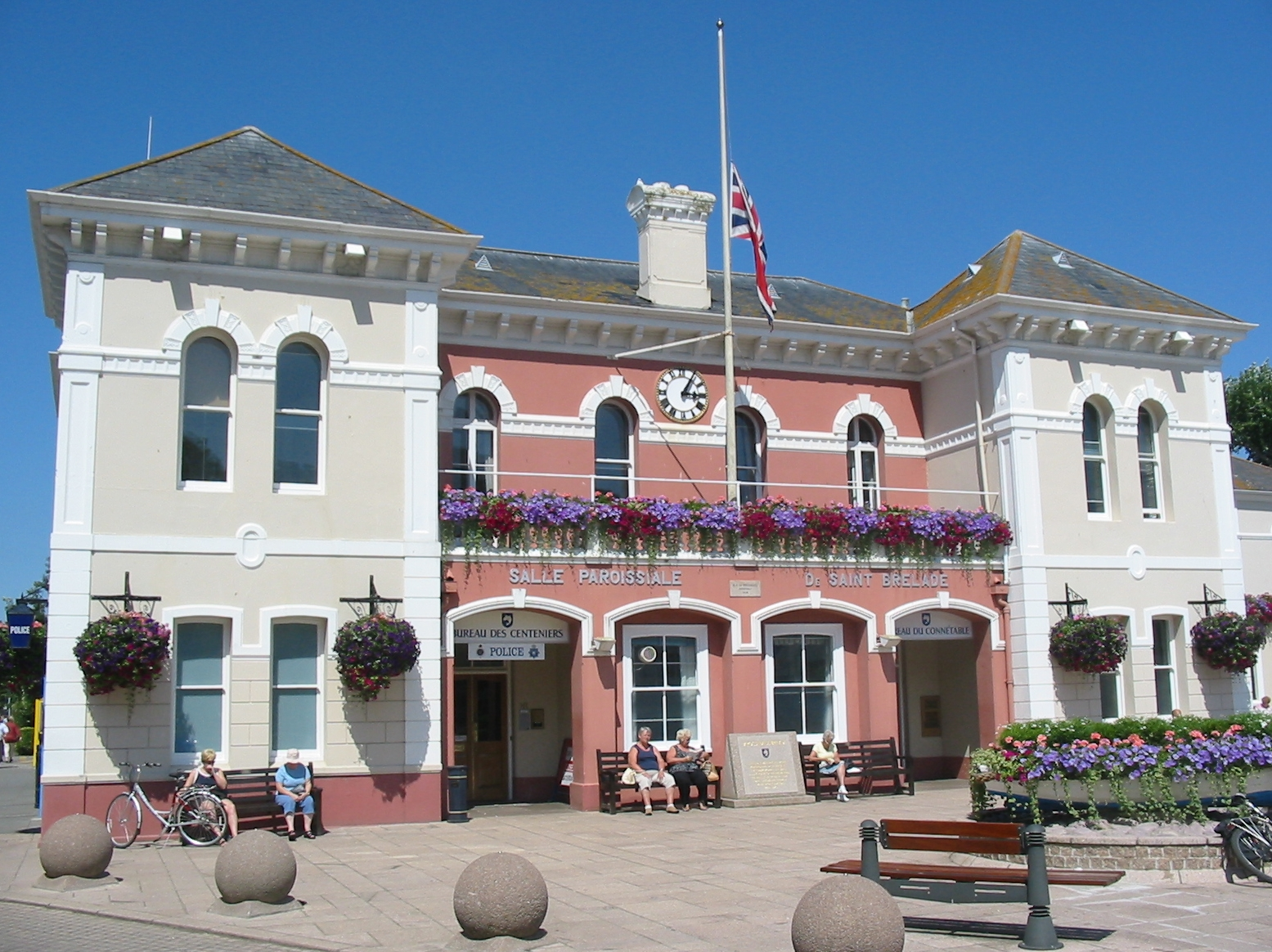
La salle paroissiale de Saint-Brélade à Saint-Aubin

Saint Aubin est un port de Jersey dans les îles de la Manche.
À l’origine, un village de pêche situé à l’extrémité opposée de la baie de Saint-Aubin de la ville de Saint-Hélier, Saint-Aubin est maintenant le pivot de la paroisse de Saint-Brélade.
La salle paroissiale de Saint-Brélade est dans l’ancienne gare de Saint-Aubin. Le chemin de fer Saint-Hélier - La Corbière fut désaffecté en 1937 à la suite de l'incendie de la gare de Saint-Aubin le 18 octobre 1936.
Un sentier (piétons et vélos) dit "Railway Walk" suivant l’itinéraire de l’ancien chemin de fer relie Saint-Aubin et La Corbière.
Le fort de Saint-Aubin se situe dans la baie, juste en dehors du port.